# آنتال زالایی
آنتال زالایی (مجاری: Antal Zalai؛ ‏ زادهٔ ۳۱ ژانویهٔ ۱۹۸۱) ویولن‌نواز کلاسیک و موسیقی‌دان اهل مجارستان است.
آنتال در پنج‌سالگی آموزش ویلون را شروع کرد. او در سال ۲۰۰۹ از «کنسرواتور سلطنتی بروکسل» فارغ‌التحصیل شد و در آنجا از شاگردان کاتی شبشتین بود. پیش از آن وی ویولن را نزد «لاسلو دینش»، پیتر کوملوش و «یوزف کوپلمان» در بوداپست فرا گرفته بود. او همچنین در کلاس‌های پیشرفتهٔ استادان نامداری همچون آیزاک استرن، پینخاس زوکرمن، اریک فریدمن، تیبور وارگا، لوئیس کاپلان و گئورگ پائوک شرکت نموده‌است.
در ۱۵سالگی به دلیل اجرای کنسرتو ویولن شماره ۱ بارتوک، در جشن هشتادسالگی یهودی منوهین در سالن بزرگ آکادمی موسیقی فرانتس لیست در بوداپست در اول اکتبر ۱۹۹۶ شهرت پیدا کرد.
در سال ۲۰۰۸ اولین برنامهٔ خود را در لیورپول انگلستان همراه ارکستر فیلارمونیک اجرا کرد و در همان سال به عنوان تکنواز ویولن در برلین برنامه اجرا کرد.